# Медовка білощока
Медовка білощока (Phylidonyris niger) — вид горобцеподібних птахів родини медолюбових (Meliphagidae). Ендемік Австралії.

## Поширення
Ареал виду розділений на дві великі частини. Вид поширений на сході Австралії та на півдні Західної Австралії. Східна частина ареалу простягається на схід від Великого вододілу в Квінсленді через узбережжя Нового Південного Уельсу, розкидаючись на південь до затоки Джервіс. В Західній Австралії поширений від Ізраелітської затоки на схід від Есперанса і до річки Мерчисон у національному парку Калбаррі.
Зазвичай він зустрічається у вологих вересових місцевостях, а також навколо боліт і заболочених угідь, а також у лісах або рідколіссях з вересовим підліском. Зустрічається як у помірній, так і в субтропічній зонах, його можна знайти в парках, садах і на квітучих вуличних деревах по всьому ареалу. Не боїться людей і легко адаптується до поселення, іноді вбивається котами.

## Підвиди
Існує два підвиди:
- P. niger niger (Bechstein, 1811) – східна Австралія;
- P. niger gouldii (Schlegel, 1872) – південно-західна Австралія.

## Опис
Тіло завдовжки 16–19 см, вага 19,5 г. Оперення переважно чорно-біле. Хвіст у птаха довгий і жовтий. Частина пір'я крил також жовта. Має характерні великі білі плями на шиї та щоках. Темно-карі очі. Дзьоб досить довгий, тонкий і загнутий донизу. Молоді особини мають коричневий і блідий колір з м'яким і пухнастим оперенням.